# Músculos interóseos dorsales del pie
En la anatomía humana, los músculos interóseos dorsales del pie  son cuatro músculos situados entre los huesos metatarsianos.

## Origen
Los cuatro músculos interóseos son músculos bipenniformes que se originan individualmente por dos cabezas de la mitad proximal de los lados de los huesos metatarsianos adyacentes.

## Inserción
Las dos cabezas de cada músculos forman un tendón central que pasa por debajo del ligamentos metatarsiano transversos profundos. Los tendones están insertados en la base del segunda, tercera y cuarta falange proximal y en la aponeurosis de los tendones del extensor largo de los dedos sin fijarse en las expansiones extensoras de los dedos.
Así, la primera está insertado en el lado medial del segundo dedo; los otros tres están insertados en las caras laterales del segundo, tercero y cuarto dedo.

## Funciones
Los músculos interóseos dorsales abducen las articulaciones metatarsofalángicas del tercer y cuarto dedo. Debido a que hay un par de músculos dorsales interóseos en ambos lados del segundo dedo, la contracción de ambos músculos no produce movimiento al igual que pasa en el dedo corazón de la mano.
La abducción tiene poca importancia en el pie, pero junto con los interóseos plantares, produce también la flexión de las articulaciones metatarsofalángicas. También, junto a ellos, controlan la dirección de los dedos durante la actividadd violenta, permitiendo a los flexores cortos y largos realizar sus acciones.
Debido a su relación con las articulaciones metatarsofalángicas, los músculos interóseos también contribuyen a mantener el arco metatarsiano anterior y también, hasta cierto punto, los arcos longitudinales medial y lateral del pie.

## Inervación
Todos los dorsales interóseos están inervados por el nervio plantar lateral o también llamado Plantar Externo(S2-3). Aquellos en el cuarto espacio interóseo están inervados por la rama superficial y los demás por la rama profunda.

## Relaciones
En el intervalo angular entre las cabezas de cada uno de los tres músculos laterales, pasa una de las arterias perforantes del dorso del pie; a través del espacio entre las cabezas del primer músculo pasa la rama plantar de la arteria dorsal del pie por la planta del pie
.